# Ваздухопловна база Ендруз
Ваздухопловна база Ендруз (енгл. Andrews Air Force Base) насељено је место без административног статуса у америчкој савезној држави Мериленд.

## Демографија
По попису из 2010. године број становника је 2.973, што је 4.952 (-62,5%) становника мање него 2000. године.
| Група             | 2000.         | 2010.         |
| Белци             | 4.890 (61,7%) | 1.664 (56,0%) |
| Афроамериканци    | 1.805 (22,8%) | 663 (22,3%)   |
| Азијати           | 251 (3,2%)    | 73 (2,5%)     |
| Хиспаноамериканци | 691 (8,7%)    | 417 (14,0%)   |
| Укупно            | 7.925         | 2.973         |